# Ceratopsyche oslari
Ceratopsyche oslari är en nattsländeart som först beskrevs av Banks 1905.  Ceratopsyche oslari ingår i släktet Ceratopsyche och familjen ryssjenattsländor. Inga underarter finns listade i Catalogue of Life.